# 阿卜杜勒-拉蒂夫·本·阿卜杜勒-拉赫曼·阿勒谢赫
阿卜杜勒-拉蒂夫·本·阿卜杜勒-拉赫曼·本·哈桑·阿勒谢赫（阿拉伯语：‎，约1810年—1876年），谢赫家族的伊斯兰教神学家，著名乌理玛阿卜杜勒-拉赫曼·伊本·哈桑·阿勒谢赫之子，穆罕默德·伊本·阿卜杜勒·瓦哈卜的曾孙。

## 生平
阿卜杜勒-拉蒂夫·本·阿卜杜勒-拉赫曼于公元1810年出生在德拉伊耶酋长国（即第一沙特王国）首都德拉伊耶。当他八岁的时候，奥斯曼－沙特战争爆发，战争最后以沙特人战败而结束。正如许多沙特家族和谢赫家族的王室成员一样，阿卜杜勒-拉蒂夫与他的父亲阿卜杜勒-拉赫曼被流放到埃及。他在埃及度过了31年后，于1848年返回故土。在利雅得短暂停留数个月后，阿卜杜勒-拉蒂夫前往哈薩綠洲开展萨拉菲运动，并在那里停留了两年。然后他返回利雅得，与父亲一起协助费萨尔·伊本·图尔基建立政权，并参与了几次军事行动。
阿卜杜勒-拉蒂夫·本·阿卜杜勒-拉赫曼于回历1293年都尔喀尔德月14日（约1876年11月30日）去世。